# Johann Friedrich Behrendt
Johann Friedrich Behrendt, auch Behrend  (* um 1700 in Insterburg; † 16. Juni 1757 in Zerbst) war ein deutscher Pädagoge und Bibliothekar.

## Leben
Behrendt war Sohn des evangelischen Pfarrers Johann Behrendt in Insterburg, der Bibelübersetzungen in die litauische Sprache vornahm. Er studierte an der Albertus-Universität Königsberg. Anschließend unternahm er eine Studienreise nach Holland, wo er sich für zwei Jahre aufhielt und bei dem Gelehrten Jacques Philippe d’Orville, seinerzeit Professor des Athenaeum Illustre Amsterdam, als Amanuensis und Korrektor arbeitete.
Im Februar 1739 berief ihn der Rat der Hansestadt Lübeck auf Empfehlung des Hauptpastors an der Jakobikirche in Hamburg Erdmann Neumeister und des Polyhistors Johann Christoph Wolf als Nachfolger von Karl Heinrich Lange zum Subrektor am Katharineum zu Lübeck, da sein Vorgänger Karl Heinrich Lange Konrektor geworden war. Mit dieser Stelle war zugleich die Leitung der Stadtbibliothek verbunden. Im Dezember 1743 nahm er eine Berufung zum Konrektor am Gymnasium zum Grauen Kloster in Berlin an. Sein Nachfolger in Lübeck wurde Johann Daniel Overbeck. Zu einem unbekannten Zeitpunkt gab Behrendt die Stelle in Berlin auf, um Landpfarrer in Walchow (Fehrbellin) zu werden. 1754 legte er dieses Amt nieder und wurde im folgenden Jahr zum Rektor der Stadt- und Stiftsschule Zerbst berufen.
Von Behrendt sind zehn Briefe an Jacques Philippe d’Orville in der Bodleian Library erhalten. Sein ebenfalls erhaltenes Stammbuch kam 2008 in den Kunstmarkt. Es wurde noch im gleichen Jahr filetiert und wird seither in Einzelblättern am Kunstmarkt angeboten.

## Werke
- Anti-Machiavellus sive specimen disquisitionum ad Principem Machiavelli, latine conversus. Amstelodami 1743
- Harmonia Systematis De Hodierna Animarum Creatione Cum Creatoris Sanctitate Et P.O. Propagatione. Berlin 1744

Digitalisat der SLUB Dresden
- Commentatio Trium Virgilii Locorum Vindex. Qua Auspicii Et Proludii Loco Praemissa, Gymnasii Berolinensis Natalitia, Declamationibus Poeticis Et Oratoriis: d. X. Decembr. ...In Auditorio Majore celebranda indicuntur. Berlin 1745

Digitalisat der SLUB Dresden